# Gornji Dubič
Gornji Dubič es un pueblo del municipio de Trstenik, Serbia. Según el censo de 2002, el pueblo tiene una población de 109 personas. 